# 유정복
유정복(劉正福, 1957년 6월 16일~)은 대한민국의 관료 출신 정치인으로, 민선 6·8기 인천광역시장이다. 학사장교 1기로 소위로 임관하여 병역 의무를 이행했다.
1979년 행정고시에 합격했으며, 제17·18·19대 국회의원, 제1대 안전행정부 장관을 역임하였다.

## 학력
- 1970년 인천송림국민학교 졸업
- 1973년 선인중학교 졸업
- 1976년 제물포고등학교 졸업
- 1980년 연세대학교 정치외교학 학사
- 1981년 육군보병학교 졸업
- 1988년 서울대학교 행정대학원 행정학 석사
- 2009년 연세대학교 대학원 정치학(박사과정 수료)

## 경력
- 1979년: 제23회 행정고등고시 합격
- 1981년: 학사사관 1기로 육군 소위 임관
- 1984년: 육군 중위로 만기 전역
- 1993년: 경기도청 기획담당관
- 1994년 1월 16일~1995년 3월 28일: 제33대 경기도 김포군수[3]
- 1995년 3월 29일~1995년 5월 31일: 제5대 인천광역시 서구청장
- 1995년 7월 1일~1998년 3월 31일: 제35대 경기도 김포군수
- 1998년 4월 1일~2002년 6월 30일: 제1·2대 경기도 김포시장[4]
- 2000년: 전국시장군수구청장협의회 공동회장 겸 사무총장
- 2004년 5월 30일~2014년 5월 15일: 제17대~제19대 국회의원 (경기 김포시)
- 2005년: 한나라당 제1정책조정위원장
- 2005년: 한나라당 박근혜 대표 비서실장
- 2007년: 대한민국 육군 학사장교 총동문회장
- 2007년: 한나라당 박근혜 대통령 경선후보 비서실 실장
- 2008년: 대통령당선인 특사 (중국)
- 2008년: 국회 선진사회연구포럼 대표
- 2009년: 대통령비서실 특사 (유럽)
- 2010년 8월 30일~2011년 6월 1일: 제3대 농림수산식품부 장관
- 2010년: 세계식량농업기구 아시아-태평양 지역총회 의장
- 2012년: 국민생활체육회 회장
- 김포대학교 겸임교수
- 부천대학교 전임강사
- 2012년: 국회 생활체육과 국민행복 포럼 대표
- 2012년: 새누리당 박근혜 대통령후보 경선 캠프 직능본부 본부장
- 2012년: 새누리당 박근혜 대통령후보 중앙선거대책위원회 직능총괄본부 본부장
- 2012년 7월: 제19대 국회 국방위원회 위원
- 2013년: 국회 한·뉴질랜드 친선협회장
- 2013년: 제18대 대통령직인수위원회 대통령취임준비위원회 부위원장
- 2013년 3월 13일~2014년 3월 26일: 제1대 안전행정부 장관
- 2014년 7월 1일~2018년 6월 30일: 제6대 인천광역시장 겸 인천 유나이티드 FC 구단주
- 2015년 10월 16일~2016년 9월 4일: 제9대 전국시도지사협의회 회장
- 서울대학교 총동창회 부회장
- 2020년 3월~2020년 4월: 미래통합당 4·15총선 중앙선거대책위원회 경기·인천권역 선대위원장
- 2020년 5월 : 미래통합당 인천광역시당 남동구 갑 당협위원장
- 2020년 9월~2022년 5월: 국민의힘 인천광역시당 남동구 갑 당협위원장
- 2021년 10월~2021년 11월: 국민의힘 윤석열 제20대 대통령 선거 예비후보 공동선거대책위원장
- 2021년 12월~2022년 3월: 국민의힘 인천을 살리는 선거대책위원회 선거대책위원장단 총괄선거대책위원장
- 2022년 7월 1일~ : 제8대 인천광역시장 겸 인천 유나이티드 FC 구단주
- 2022년 8월~2023년 12월: 제16대 대한민국시도지사협의회 부회장
- 2024년 7월~2024년 12월: 국민의힘 시·도지사 협의회 초대회장
- 2025년 1월~: 제18대 대한민국시도지사협의회 회장
- 2025년 1월~: 대통령 직속 지방시대위원회 당연직위원
- 2025년 8월~: 제13대 한국상하수도협회장

## 상훈
- 1993년 대통령 근정포장
- 1996년 경영행정 전국 최우수 자치단체 선정
- 1998년 전국 최우수 자치단체 선정(김포시)
- 1999년 문화일보 수도권자치단체장 업무능력 1위
- 1999년 경기도민일보 경인 자치대상(김포시)
- 2000년 제1회 지방자치단체 개혁박람회 우수기관(김포시)
- 2007년 바른사회 시민회의 국정감사 우수의원
- 2008년 국정감사 NGO모니터단 국정감사 우수의원
- 2009년 국정감사 NGO모니터단 국정감사 우수의원
- 2010년 제5회 한-EU 산업협력상 최고 세계화상
- 2011년 한국농민문학회 농민문화상
- 2012년 청조근정훈장
- 2012년 제11회 대한민국을 빛낸 21세기 한국인상 정치공로부문
- 2013년 위대한 한국인 대상 우수의정활동공로대상
- 2013년 한국청년유권자연맹 청년통통 정치인상
- 2013년 한국언론인연합회 자랑스런 한국인 대상 행정혁신 부문 종합대상

## 저서
- 녹색연필(2001, 도서출판 삶과 꿈)
- 지방자치성공시대(공저)(2002, 도서출판 백산자료원)
- 찢겨진 명함을 가슴에 안고(2008, 도서출판 북젠)
- 여우와 고슴도치(2012, 도서출판 북젠)
- 유정복이야기[1] 나그네는 길을 묻고 지도자는 길을 낸다(2018, 도서출판 북젠)
- 유정복이야기[2] 소통과 공감(2018, 도서출판 북젠)

## 역대 선거 결과
|  | 38.00% |

|  | 63.89% |

|  | 45.35% |

|  | 47.74% |

|  | 65.57% |

|  | 56.48% |

|  | 49.95% |

|  | 35.44% |

|  | 44.44% |

|  | 51.76% |

## 소속 정당
| 소속 정당 | 소속 정당      | 소속 기간 | 비고      |
| --------- | -------------- | --------- | --------- |
|           | 무소속         | 1994~1995 | 정계 입문 |
|           | 민주자유당     | 1995      | 입당      |
|           | 신한국당       | 1995~1997 | 당명 변경 |
|           | 한나라당       | 1997~1998 | 합당      |
|           | 무소속         | 1998      | 탈당      |
|           | 새정치국민회의 | 1998~2000 | 입당      |
|           | 새천년민주당   | 2000~2002 | 합당      |
|           | 무소속         | 2002      | 탈당      |
|           | 한나라당       | 2002~2012 | 복당      |
|           | 새누리당       | 2012~2017 | 당명 변경 |
|           | 자유한국당     | 2017~2020 | 당명 변경 |
|           | 미래통합당     | 2020      | 합당      |
|           | 국민의힘       | 2020~현재 | 당명 변경 |

## 같이 보기
- 인천광역시장
- 대한민국의 농림축산식품부 장관
- 대한민국의 행정안전부 장관
- 김포시의 국회의원
- 김포시 (선거구)
- 김포시장
- 인천 서구청장